# Pero da Covilhã

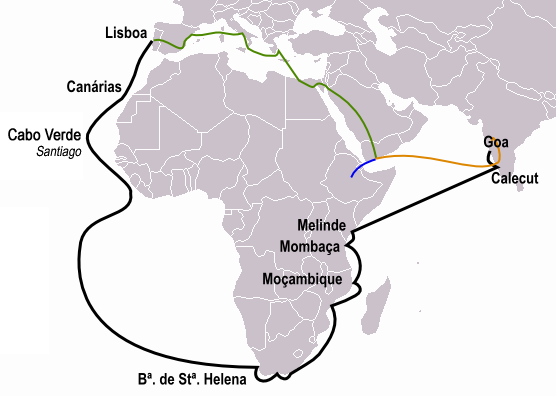
Este mapa ilustra o percurso dos exploradores Pedro e Afonso; o traçado a verde indica o caminho realizado em conjunto, a laranja, o caminho percorrido pelo primeiro, a azul aquele percorrido pelo último. A preto, ilustra-se o caminho para a Índia, percorrido alguns anos mais tarde, por Vasco da Gama.

Pero da Covilhã, frequentemente referido como Pêro da Covilhã (Covilhã, 30 de junho de 1450? — Etiópia, 4 de novembro de 1530?), escudeiro da Casa Real, foi um diplomata e explorador português.
A pedido de D. João II de Portugal, para estabelecer relações diplomáticas com a suposta "Terras de Preste João", chegou por terra à India antes de Vasco da Gama e depois se estabeleceu na Etiópia por julgar ter alcançado a proeza que lhe tinha sido indicada pelo seu rei. 

## Biografia
Com cerca de 18 anos, a sua desenvoltura cativa um espanhol que visitava a Covilhã para comprar tecidos que o convida a servir o seu amo, D. Juan de Guzmán, irmão do Duque de Medina-Sidonia, um dos mais conceituados fidalgos de Sevilha; Pero aceita a proposta e parte para Sevilha onde lhe é atribuído o papel de espadachim. Impressionado com a desenvoltura de Pero de Covilhã, convida-o D. Juan de Gusman a participar nas embarcações do seu irmão, o Duque conhecido também como o Pirata Espanhol; Pero recusa a oferta e, em 1474, acompanha D. Juan a Lisboa a uma entrevista com D. Afonso V de Portugal.
D. Afonso simpatiza com Pero também pelo seu domínio de línguas, nomeadamente a língua árabe e D. Juan cede a el-Rei os serviços do português. É assim que Pero da Covilhã, aos seus 24 anos, é admitido como moço de esporas de D. Afonso V. Passado pouco tempo, decide el-Rei elevá-lo a escudeiro, com direito a armas e cavalo.
Em 1476 acompanha D. Afonso V na batalha de Toro, a tentativa fracassada de D. João de reclamar o trono de Castela, já que era cunhado de Henrique IV de Castela. Mais tarde, em  iria acompanhar D. Afonso na jornada a França para pedir auxílio ao rei Luís XI de França na luta pelo trono de Castela, que seria rejeitado. Entretanto, D. Afonso abdica do trono, para D. João II.
Após a execução do Duque de Bragança pelas próprias mãos do rei, Pero da Covilhã foi designado para investigar quais os nobres que conspiravam contra D. João II, conseguindo identificar o D. Diogo, duque de Viseu e D. Garcia de Meneses, bispo de Évora.
Na sequência do desejo de el-Rei continuar a obra iniciada pelo infante D. Henrique dos Descobrimentos, escolhe sempre novamente Pero da Covilhã para embaixador nos tratados de paz com os berberes do Magrebe (como o rei de Fez e o de Tremecém), que convinham ao reino para convergir os esforços na odisseia marítima.
Pero da Covilhã torna-se, entretanto, escudeiro da guarda real e casa com Catarina que em poucos meses engravida.

## Missão no Oriente
Mais tarde, em 1487, D. João II envia-o juntamente com Afonso de Paiva em busca de notícias do mítico reino do Preste João e da Índia; disfarçados de mercadores e treinados por cosmógrafos régios e pelo rabino de Beja que lhes terá indicado as portas da cidadela, no Cairo, partem a cavalo a 7 de Maio de Santarém (onde estava a Corte), rumo a Valência. Atravessam o sul da Península Ibérica até Barcelona, onde chegam a 14 de Junho. Daí, uma nau os levou até Nápoles em dez dias e, daqui até ao arquipélago grego em outros dez dias. Desembarcam na ilha de Rodes, que pertencia à Ordem dos Cavaleiros de São João de Jerusalém, repousando em casa de frades portugueses.
Rodes seria a última terra cristã que pisariam. Daí, rumaram para Alexandria, no Egito, cuja religião predominante era o islamismo, onde compraram algumas mercadorias para o seu disfarce de mercadores. Depressa adoeceram com as chamadas "febres do Nilo", quase morrendo. O naíbe, lugar-tenente do Sultão, toma-lhes as mercadorias dando-os por mortos e sem descendentes. Porém, ambos recuperam e o naíbe restitui-lhes o valor das mercadorias. A partir daí tentam reproduzir o trajecto das especiarias no sentido oposto: rumo a Roseta de cavalo e de barco ao Cairo. Juntam-se a uma caravana que, percorrendo o deserto pela margem oriental do Mar Vermelho, vai cruzar a Arábia, rumo a Adem, às portas do Oceano Índico; passam por Suez, Tor, o deserto do Sinai, Medina e Meca, a cidade sagrada do Islão, onde tiveram que fazer penitência e rezar ao profeta Maomé, para manter o disfarce.
Chegam a Adem já no ano de 1488 e aí se separam com reencontro combinado no Cairo, junto à porta da cidadela, durante o anoitecer de um dos primeiros noventa dias de 1491; Afonso de Paiva ruma à Etiópia em busca do Preste João, e Pero da Covilhã vai para a Índia.
Pero chega Novembro de 1488 a Calecute, um dos pequenos reinos da Índia actual. Aí terá conhecido um mercador que lhe terá explicado o percurso das especiarias; terá indicado a existência do Ceilão, de onde vinha a canela, e da Malásia, a noz-moscada, e o papel de Calecute em todo o processo: era aqui que afluíam as especiarias, prontas para embarcar rumo ao Mar Vermelho (e, posteriormente, para Veneza).
Na sede de melhor saber, Pero visita Cananor, Goa e Ormuz, na costa do Malabar, confirmando que o movimento comercial era, de facto, inferior ao de Calecute.
Em Dezembro de 1489 parte Pero da Covilhã de Ormuz rumo à costa oriental de África. Visita Melinde, Quíloa, Moçambique e, finalmente, Sofala, registando os entrepostos comerciais dos mouros. Pero da Covilhã regista, assim, que uma vez dobrado o fim da África (mais tarde designado do Cabo das Tormentas), bastará atingir Sofala ou Melinde e facilmente se alcançará Calecute. Será com base nesta anotação que Vasco da Gama decidirá atravessar o Oceano Índico directamente para Calecute, na sua pioneira expedição marítima à Índia.
A 30 de Janeiro de 1491, Pero da Covilhã dirige-se às portas da cidadela do Cairo, conforme combinado e, em vez de Afonso de Paiva, encontra o Rabi Abraão (o rabino de Beja) e um outro judeu português, José de Lamego, que lhes comunicam que Afonso de Paiva teria falecido ali no princípio do mês, mas que falecera de peste sem poder contar as suas viagens ou aventuras, da notícia do nascimento do seu filho, que Catarina baptizou de Afonso, em homenagem ao rei, e do feito de Bartolomeu Dias, que tinha dobrado o Cabo das Tormentas, agora designado Cabo da Boa Esperança. Mas el-Rei D. João II teria pedido ao Rabi Abraão que fosse confirmar a importância de Ormuz, segundo relatos de José Lamego, que desconhecia que importante era Calecute, e não Ormuz.
Assim, Pero redige o relatório para o rei, que seria entregue por José Lamego, e parte para Ormuz com o Rabi. Aí, Pero da Covilhã deixa o Rabi e regressa a Adem, para saber notícias do Preste João, já que Afonso de Paiva não as pôde comunicar. Daí toma um barco até Zeilá, mas a sul, já na costa da Etiópia.

## Etiópia
Rico e bem acolhido pelo imperador Alexandre, descendente do Preste João, ali casou e teve filhos, vindo a morrer muitos anos depois. Constatou que afinal o mítico reino não era mais senão um pobre povo que tentava evitar ser esmagado pelos vizinhos muçulmanos — não poderia valer Portugal de qualquer ajuda, mas sim eles que teriam que ser ajudados na luta contra os infiéis. 
Impedindo de sair por Nahu, irmão e sucessor de Alexandre, que entretanto morrera inesperadamente, e que alegava o costume de não deixar sair os forasteiros que entrem no reino, recebe terras do soberano e aí se fixa como senhor feudal, casando novamente e de quem teria numerosa descendência.
Com a morte de Nahu, em 1508, Pero da Covilhã é mantido como conselheiro régio da nova rainha Helena. É por sua indicação que a rainha envia o embaixador Mateus a Lisboa, acompanhando dois frades portugueses que ali apareceram, e de quem viria Pero da Covilhã a saber da morte de D. João II, da ascensão de D. Manuel I, e dos sucessos de Vasco da Gama e Pedro Álvares Cabral.
Recebeu, entretanto, a visita de alguns portugueses a quem terá dado notícias importantes. É, em 1521, encontrado pelo embaixador D. Rodrigo de Lima. O relato das suas viagens foi enviado ao padre Francisco Álvares pelo próprio Pero da Covilhã, que o publicou na Verdadeira Informação das Terras do Preste João das Índias, que veio a ser editada em Lisboa, em 1540.

## Cronologia
- 1450 - Ano provável do nascimento de Pêro da Covilhã.
- 1468 - Ano provável em que, com 18 anos, parte para Sevilha, onde entrará ao serviço de D. Juan de Guzmán, irmão do duque de Medina-Sidónia.
- 1474 - Na companhia de D. Juan de Gusman regressa a Portugal; é admitido como moço de esporas de Afonso V de Portugal, o qual irá mais tarde elevá-lo a escudeiro com direito a armas e cavalo.
- 1476 - Pêro da Covilhã acompanha D. Afonso V a Castela, onde participa na batalha de Toro; segue depois para a França, ainda em companhia de el-Rei que, em vão, fora rogar uma ofensiva de Luís XI de França contra Isabel e Fernando, os Reis Católicos de Espanha.
- 1477 - D. Afonso V renuncia à Coroa em favor de D. João II, seu filho.
- 1481 - Falecimento de D. Afonso V.
- 1483 - D. João II desmonta uma conspiração da nobreza contra si; execução pública do duque de Bragança. Por incumbência de D. João II, Pêro da Covilhã espiona os movimentos de fidalgos portugueses homiziados em Castela.
- 1484 - A punhaladas, D. João II mata o duque de Viseu, seu cunhado; em seguida manda envenenar outro conspirador, D. Garcia de Meneses, bispo de Évora.
- 1485 - D. João II envia Pêro da Covilhã ao Magrebe para firmar tratados de paz e amizade com os soberanos de Fez e Tremecém; por terra, D. João II manda António de Lisboa e Pedro Montarroio em busca do Preste João; por desconhecerem a língua árabe, os viajantes não conseguirão ir além da Terra Santa.
- 1487 - Partida, por terra, de Afonso de Paiva e Pero da Covilhã rumo ao Egito, Etiópia e Índia; Bartolomeu Dias dobra o cabo da Boa Esperança.
- 1488 - Os dois viajantes alcançam Adem e separam-se; Afonso de Paiva vai em busca do Preste João e Pero da Covilhã ruma para a Índia.
- 1489 - Pero da Covilhã alcança Sofala, na costa oriental da África.
- 1491 - No Cairo, Pero da Covilhã reencontra o rabino de Beja.
- 1494 - Pero da Covilhã no Reino do Preste João.
- 1508 - Pero da Covilhã é conselheiro da rainha Helena, que ocupou o trono do Reino do Preste João.
- 1520 - Pero da Covilhã narra as suas vivências no Reino do Preste João ao Padre Francisco Álvares, que delas toma notas.
- 1530  - Ano provável do falecimento de Pero da Covilhã.